# Стефан Алфред Форбс
Стефан Алфред Форбс (29. мај 1844 – 13. март 1930) је био први шеф Природњачког истраживања у Илиноису , оснивач науке о воденим екосистемима и доминантна фигура у развоју америчке екологије. Његове публикације су упечатљиве по спајању опсежних теренских опсервација са концептуалном проницљивошћу. Форбс је веровао да је еколошко знање фундаментално за људско благостање. Форбс је био важан за развој еколошке теорије. Национална академија наука га је признала као "оснивача науке о екологији у Сједињеним Државама".
Иако је већ био познат као економски ентомолог, Форбс је предузео студије о огромној смртности рибе у језеру Мендота у Висконсину. Показао је везу цветања алги и физике језера са убијањем риба и започео је изванредан истраживачки програм екологије језера и речне екологије. Многа од његових сазнања о екологији језера прикупљена су у утицајном раду „Језеро као микрокосмос“. Значајан и по концептуалној креативности и по употреби иновативних квантитативних метода, његов рад је наговестио концепт екосистема, као и модерне идеје бихејвиоралне екологије и динамике мреже хране. Поврх овога, Форбс је увео концепт „заједнице интереса“. Форбс је 1880. године заговарао еколошки приступ и комбинације поновног оживљавања примарних штеточина, селекције сојева штеточина отпорних на инсектициде и опште контаминације животне средине. Иако појам управљања штеточинама изгледа нов у контроли штеточина, он се заснива на деценијама развоја. За Форбса се каже да је први радио на борби против штеточина.
Форбс је показао важност локалног знања у раној историји екологије у Сједињеним Државама.

## Биографија
Рођен у пионирској породици, шкотског и холандског порекла, своју младост је провео у близини Фрипорта, Илиноис, у округу Стивенсон. Осим његовог уобичајеног школског образовања до 14 година, Форбсове једине формалне студије на средњем нивоу биле су три месеца током зимског рока 1859–1860. на Академији Белоа у Висконсину, годину дана на Медицинском колеџу Раш у Чикагу након грађанског рата у Сједињеним Државама, и пролећног семестра 1871. на Универзитету Нормал, Нормал, Илиноис.
Убрзо након свог четрнаестог рођендана 1858. године, млади Форбс је био сведок једне од осам познатих Линколн-Даглас дебата одржаних широм Илиноиса за место у америчком Сенату. Форбс је, очигледно охрабрен спорном атмосфером те прилике, осрамотио своју породицу и суграђане јавно прекоривши Дагласа из публике за оно што је он доживео као Дагласову увреду Линколна. Са 17 година (1861.) Форбс ће ући у војску Уније са својим братом и служити до краја непријатељстава 1865. Године 1867. Форбс је инвестирао у фарму јагода у Карбондејлу, Илиноис, што је, према речима његове ћерке Етел, изазвало Форбсово интересовање за флору јужног Илиноиса.
Након године медицинске школе на Раш колеџу, Форбс се бавио пољопривредом и предавао у школи у јужном Илиноису. За то време је започео своје прве студије природних наука у слободно време. Његови први објављени радови појавили су се у American Entomologist and Botanist 1870. године, а нова биљна врста, коју је он први описао, названа је Saxifraga forbesii у његову част.
Форбсов рад у области природњачке историје привукао је пажњу Џона Веслија Пауела, тада кустоса музеја Природњачког друштва Илиноиса у Нормалу. Након Пауеловог одласка из државе да би наставио студије на америчком западу, Природњачко друштво Илиноиса је распуштено и трансформисано у Државну лабораторију природњачке историје.
Форбс је 1877. именован за директора нове Државне природњачке лабораторије, а 1882. постао је и директор Државне природњачке лабораторије и државни ентомолог. Форбс се преселио из Нормала у Урбану 1885. да би прихватио позицију на Индустријском универзитету Илиноиса (који ће ускоро постати Универзитет Илиноис). Такође је успео да добије одобрење од државног законодавства да пренесе Државну природњачку лабораторију и њено особље, библиотеку и истраживачке збирке у Урбану. Године 1917, Генерална скупштина је спојила Државну лабораторију за природњачку историју и Канцеларију државног ентомолога, у Природњачко истраживање у Илиноису. Форбс је постао директор и био на овој позицији до своје смрти 1930. године.
У Националну академију наука изабран је 1918. године. Као председник Еколошког друштва Америке 1921. године, залагао се за практичну употребу основне еколошке науке за бољитак човечанства. Форбсово опсежно знање није било ограничено на ентомологију, већ је током свог живота такође проучавао и постигао одликовање у ихтиологији, орнитологији, биологији река и потока и загађењу и таксономији ракова.

За Форбса је реч „истраживање” значила више од пописивања организама или објављивања листа које показују њихову дистрибуцију. Сматрао је да свака студија треба да дефинише односе између живих организама и њиховог окружења - еколошко истраживање. Ова теорија је преовладала у његовом раду и подвукла рана истраживања спроведена у Природњачком истраживању у Илиноису. Форбс је 1880. године изјавио:
Први неопходан услов је темељно познавање природног поретка — интелигентно спроведено истраживање природњачке историје. Без општег знања које би нам такво истраживање дало, све наше мере морају бити емпиријске, привремене, неизвесне и често опасне.
Данас се Природњачко истраживање у Илиноису још увек налази у кампусу Универзитета Илиноис  и део је Института за истраживање прерије.
Од 1884. до 1886. године, док је био студент на Универзитету у Илиноису, ентомолог Чарлс В. Вудворт био је асистент Форбсу.
Форбс је 1873. оженио Клару Шо Гастон и са њом је имао петоро деце. Обоје су преминули 1930, у размаку од неколико недеља.